# Nether Kellet
Nether Kellet – wieś w Anglii, w hrabstwie Lancashire, w dystrykcie Lancaster. Leży 80 km na północny zachód od miasta Manchester i 339 km na północny zachód od Londynu. W 2001 miejscowość liczyła 646 mieszkańców.